# 莱丹集团
莱丹集团总部位于瑞士上瓦尔登州凯吉斯维尔，主要生产塑料焊接机以及工业用热、激光、气敏传感器和微光学组件。集团足迹遍及世界各地逾 100 个国家。

## 历史
1949年卡尔·莱斯特成立莱丹公司于德国索林根。第一件产品是手持吸尘器Leister FIX W200。几年后，卡尔·莱斯特发明了莱丹KOMBI，一款用于焊接热后可塑塑料的热空气设备。他在索林根营建了第一座工厂大楼。
自 1953 年开始，集团销售网开始持续扩大。1963 年，在瑞士凯吉斯维尔设立第一家分公司，共四名员工。之后很快研发出Process Heat生产线，生产空气加热器和鼓风机。这家工厂得以扩建并存续至今。1977 年，所有的商业活动被整体转移至瑞士。1979 年，建成自己的发动机生产线。
莱丹扩大了生产规模，并建成了全球销售网络。早在20世纪80年代，莱丹就已经活跃在欧洲、亚洲和拉丁美洲。
卡尔·莱斯特去世后，他的妻子克里斯汀·莱斯特于1993年接管了Leister Process Technologies。20世纪 90年代，公司开始进军其它商业领域。公司引入了一条激光系统生产线 ，并涉足气敏传感器和微光学领域。后者后来由子公司Axetris负责。为此，在1999年还搭建了一间无菌室。
2008年，总部迁往凯吉斯维尔伽利略街。
2011年，独资企业 Leister Process Technologies（分为Leister和Axetris两大业务领域）和海外莱丹公司转型为集团公司形式。新的莱丹集团的控股公司为莱丹股份公司 (Leister AG)。
2014年，购入美国Seamtek LLC公司，从而扩展了箔片焊接市场。莱丹以前仅在焊接自动装置方面处于领先地位，收购Seamtek后就迈入了固定焊接机领域。

## 组织结构和业务数据
自 2011 年起，莱丹股份公司成为莱丹集团的控股公司，总部设在瑞士中部上瓦尔登州的凯吉斯维尔。集团包括如下公司：
- Leister Technologies AG
- Axetris AG
- Ascent GmbH
- Leister Technologies LLC USA
- Leister Technologies Benelux B.V.
- Leister Technologies Deutschland GmbH
- Leister Technologies Italia srl.
- Leister Technologies China Ltd.
- Leister Technologies India Pvt Ltd.
- Leister Technologies KK Japan

公司位于瑞士的部分主要负责研发和生产。Leister Technologies AG 构成了公司最初的核心部分，业务领域包括塑料焊接、工业用热（1967 年起）和激光塑料焊接（1998 年起）。它主要生产热后可塑塑料焊接设备、工业用热的热空气模块以及激光塑态焊接设备。
此外，Axetris AG 活跃于气敏传感和微光学领域。这项业务始于 1998 年；2011 年起，Axetris 成为集团的一家独立公司。总部位于凯吉斯维尔。Ascent GmbH 是一家隶属于莱丹集团的瑞士公司。
其下属的七家海外分公司主要负责销售莱丹产品和服务。分公司位于亚琛（德国，1999 年起）、伊塔斯加（美国，2000 年起）、上海（中国，2004 年起）、金奈（印度，2007 年起）、大阪（日本，2011 年）、豪滕（荷兰，2012 年起）和米兰（意大利，2013 年起）。

## 获奖经历
- 1999 - 欧洲太阳能奖提名
- 2000 - 100 µm 焊接精度的激光面具焊接获得瑞士技术大奖
- 2004 - 激光 Globo 焊接，3D 轮廓加工获得瑞士技术大奖
- 2013 - IGNITER BR4 和 BM4 获得红点设计大奖[2]
- 2013 - Airwell+7，2013 年金色气体奖得主，基于 Axetris 的气体探测器模块 LGD F200。[3]
- 2014 - 莱丹集团获得Prix SVC Zentralschweiz第二名。获奖理由主要是子公司 Axetris AG 的创新力。[4]
- 2015 - 在德国设计大奖上，点火鼓风机 IGNITER BM4/BR4 获得由德国模塑成型委员会颁发的“出色产品设计——工业、材料和卫生保健”类特别提名奖。[5]

## 社会活动
莱丹股份公司是瑞士中部阿尔卑斯式摔跤协会主要赞助商。
2007 年，莱丹基金会成立。基金会主要热心于艺术、文化、教育和科技。基金会和多家机构开展合作，例如洛桑联邦理工学院下的苏黎世联邦理工学院基金会以及Technorama。支持对象多为地方性项目，例如萨尔内湖畔的ErstKlassik演唱会系列。